# Poroniec
Le poroniec est un démon hostile et malveillant du folklore des pays slaves, notamment en Pologne. Il a la réputation de naître du corps des fœtus mort-nés, ou bien des restes mal enterrés et donc déconsacrés des enfants morts en bas âge.

## Étymologie
Le mot est construit sur la racine du mot polonais pour « fausse couche ».

## Fonction et apparence
Le poroniec est associé à de nombreux tabous en lien avec les femmes enceintes : l'interdiction de tirer de l'eau du puits, de quitter la maison avec un enfant ou d'avoir des relations sexuelles.

## Dans la culture populaire
Un poroniec (appelé couvin dans la version française du jeu) issu d'un fœtus mort-né est au cœur de l'une des quêtes du jeu vidéo polonais The Witcher 3: Wild Hunt, paru en 2015.